# Circuito electoral Andino
El circuito electoral Andino es uno de los ocho circuitos electorales en los que se divide la provincia de Río Negro para elegir a 24 de sus 46 legisladores provinciales. Cubre la totalidad del territorio de los departamentos Bariloche, Ñorquincó, Pilcaniyeu y sus respectivas localidades. Es el tercer circuito más grande y el más poblado, con 125.138 electores registrados en las elecciones de 2019, un 22,93% de los 545.726 electores totales de la provincia, levemente por encima del circuito de Alto Valle Oeste.

## Localidades que lo componen
| Departamento | Localidad |
| ------------ | --- |
| Bariloche    | Localidades: - Colonia Suiza - El Bolsón - El Foyel - El Manso - Río Villegas - San Carlos de Bariloche - Villa Campanario - Villa Cerro Catedral - Villa Llao Llao - Villa Los Coihues - Villa Mascardi Parajes: - Cuesta del Ternero - Mallín Ahogado - Puerto Blest - Puerto Frías - Rio Foyel - El Salto - El Rincón - Los Repollos |
| Pilcaniyeu   | - Dina Huapi - Comallo - Laguna Blanca - Ñirihuau - Paso Flores - Pilcaniyeu - Pilquiniyeu del Limay - Villa Llanquín - Cañadón Chileno - Anecón Grande - Neneo Ruca - Los Juncos |
| Ñorquincó    | Localidades: - Las Bayas - Mamuel Choique - Ñorquincó - Ojos de Agua - Río Chico Parajes: - Estación Fitalancao - Futa Ruin - Chenqueniyeu - Chacay Huarruca - Las Huitreras - Aguada Troncoso |

## Legisladores provinciales (desde 1987)
| Año                   | Legisladores                      | Partido/Alianza | Partido/Alianza                                           |
| --------------------- | --------------------------------- | --------------- | --------------------------------------------------------- |
| 1987 (6 legisladores) | Adalberto Caldelari               |                 | Unión Cívica Radical                                      |
| 1987 (6 legisladores) | Hugo Raimondi                     |                 | Unión Cívica Radical                                      |
| 1987 (6 legisladores) | Daniel Agostino                   |                 | Unión Cívica Radical                                      |
| 1987 (6 legisladores) | Osvaldo Nemirovsci                |                 | Frente para la Victoria (PJ)                              |
| 1987 (6 legisladores) | María Severino de Costa           |                 | Frente para la Victoria (PJ)                              |
| 1987 (6 legisladores) | José López Ugarte                 |                 | Partido Provincial Rionegrino                             |
|                       |                                   |                 |                                                           |
| 1991 (3 legisladores) | Tradición Beovide                 |                 | Unión Cívica Radical                                      |
| 1991 (3 legisladores) | Néstor Capano                     |                 | Unión Cívica Radical                                      |
| 1991 (3 legisladores) | Osvaldo Nemirovsci                |                 | Partido Justicialista                                     |
|                       |                                   |                 |                                                           |
| 1995 (3 legisladores) | Juan Bolonci                      |                 | Frente para el Cambio (PJ)                                |
| 1995 (3 legisladores) | Roberto Barros                    |                 | Frente para el Cambio (PJ)                                |
| 1995 (3 legisladores) | Daniel Fernando Agostino          |                 | Alianza por la Patagonia (UCR)                            |
|                       |                                   |                 |                                                           |
| 1999 (3 legisladores) | Néstor Hugo Castañón              |                 | Alianza para el Trabajo, la Justicia y la Educación (UCR) |
| 1999 (3 legisladores) | Marái Noemí Sosa                  |                 | Alianza para el Trabajo, la Justicia y la Educación (UCR) |
| 1999 (3 legisladores) | Juan Bolonci                      |                 | Frente para el Cambio (PJ)                                |
|                       |                                   |                 |                                                           |
| 2003 (3 legisladores) | Ricardo Spoturno                  |                 | Concertación para el Desarrollo (UCR)                     |
| 2003 (3 legisladores) | Patricia Ranea Pastorini          |                 | Concertación para el Desarrollo (UCR)                     |
| 2003 (3 legisladores) | Jorge Santiago                    |                 | Concertación para el Desarrollo (UCR)                     |
|                       |                                   |                 |                                                           |
| 2007 (3 legisladores) | Irma Haneck                       |                 | Frente para la Victoria (PJ)                              |
| 2007 (3 legisladores) | Manuel Alberto Vázquez            |                 | Frente para la Victoria (PJ)                              |
| 2007 (3 legisladores) | Marcelo Alejandro Cascón          |                 | Concertación para el Desarrollo (UCR)                     |
|                       |                                   |                 |                                                           |
| 2011 (3 legisladores) | César Miguel                      |                 | Frente para la Victoria (PJ)                              |
| 2011 (3 legisladores) | Silvia Alicia Paz                 |                 | Frente para la Victoria (PJ)                              |
| 2011 (3 legisladores) | Rubén Alfredo Torres              |                 | Frente para la Victoria (PJ)                              |
|                       |                                   |                 |                                                           |
| 2015 (3 legisladores) | Mariana Eugenia Domínguez Mascaro |                 | Juntos Somos Río Negro                                    |
| 2015 (3 legisladores) | Alfredo Adolfo Martin             |                 | Juntos Somos Río Negro                                    |
| 2015 (3 legisladores) | Jorge Luis Vallaza                |                 | Frente para la Victoria (PJ)                              |
|                       |                                   |                 |                                                           |
| 2019 (3 legisladores) | Adriana Laura Del Agua            |                 | Juntos Somos Río Negro                                    |
| 2019 (3 legisladores) | Juan Pablo Muena                  |                 | Juntos Somos Río Negro                                    |
| 2019 (3 legisladores) | Alejandro Ramos Mejía             |                 | Frente para la Victoria (PJ)                              |